# Hyponeurien
Les hyponeuriens regroupent l'ensemble des êtres vivants ayant un système nerveux ventral. Cette notion s'oppose à celle d'épineurie.
Ce sont surtout des animaux assez petits vivant en groupe qui n'ont pas de vertèbres mais peuvent avoir un squelette externe (Exosquelette). On distingue 7 phylums qui ont un système nerveux ventral et notamment tous les Protostomiens :
- Rotifères,
- Mollusques,
- Némertes,
- Ectoproctes,
- Plathelminthes,
- Annélides
- et les Arthropodes qui sont, eux, des Ecdysozoaires.